# Yerba Buena Island

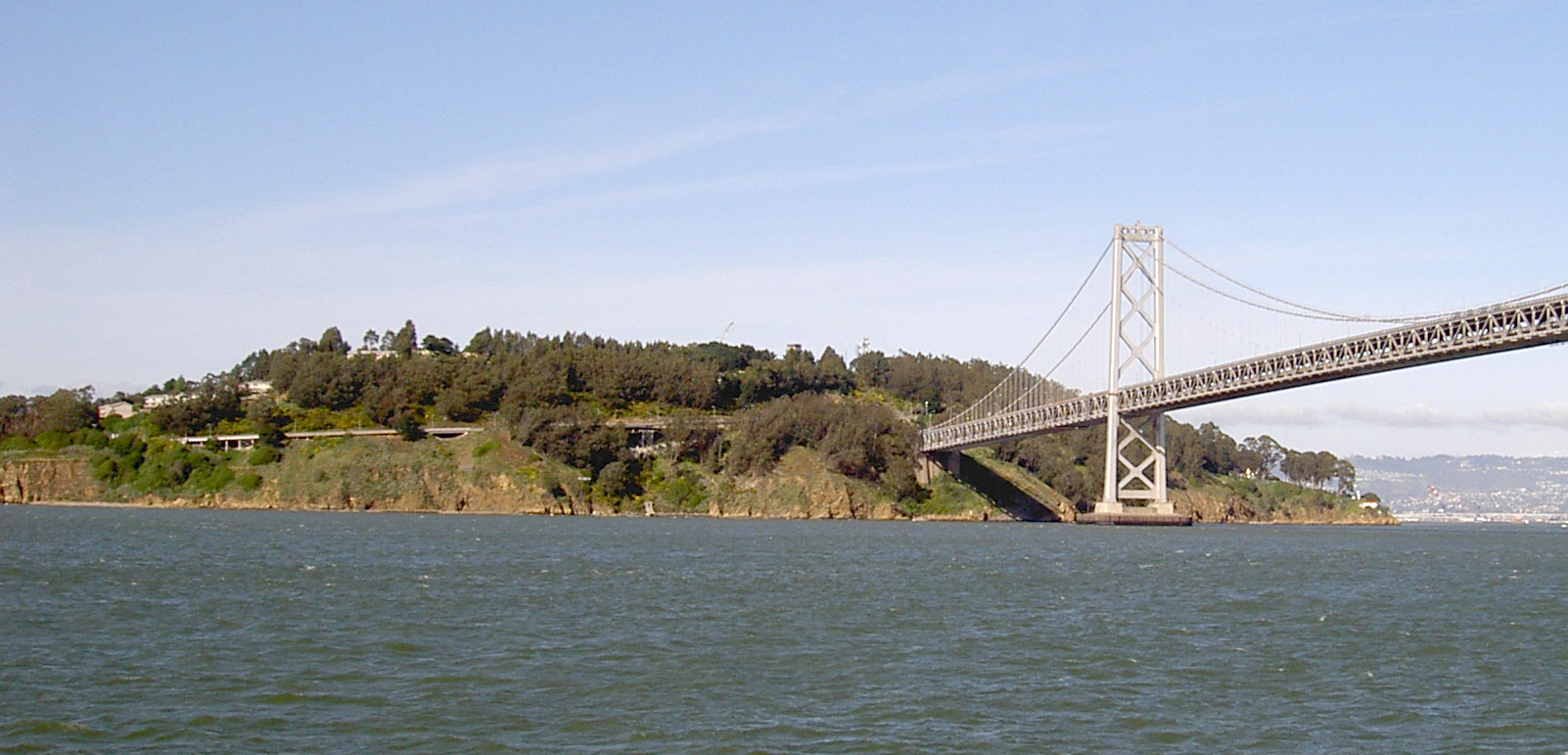
Yerba Buena Island och en del av San Francisco–Oakland Bay Bridge.

Yerba Buena Island är en ö som ligger i San Franciscobukten i Kalifornien, USA.
En 270 meter lång vägbank ansluter från Yerba Buena Island till den konstgjorda ön Treasure Island. De två öarna har totalt omkring 2 500 invånare och nås via San Francisco–Oakland Bay Bridge.